# John Heywood

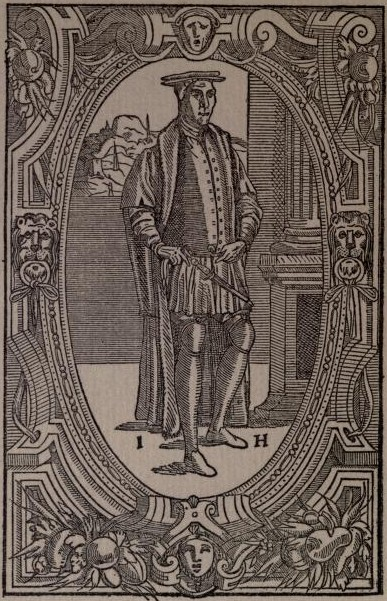
John Heywood

John Heywood (Londen?, 1497? - Mechelen, 1580?) was een Engels toneelschrijver. Hij bracht vernieuwing in het Engelse theater, door in plaats van Bijbelse allegorieën en moraliteiten mensen van vlees en bloed in hun dagelijks leven ten tonele te voeren.
Heywood was werkzaam aan het hof van Hendrik VIII  en van Maria I van Engeland als zanger, muzikant en toneelschrijver. Bij de troonsbestijging van Elizabeth I in 1564 vluchtte Heywood, die een rooms-katholiek was, naar België, waar hij voor de rest van zijn leven bleef. John Donne, die zijn schoonzoon was, liet hij zijn bezittingen in Engeland na. 
John Heywood was belangrijk voor de ontwikkeling van de Engelse komedie, en oogstte in zijn tijd vooral faam als schrijver van "interludes"; dat waren intermezzo's, korte komische dialogen. De bekendste hiervan zijn The Play of the Weather (1533) en The Four P's (ca. 1543). Zijn andere werken omvatten epigrammen, spreekwoorden en ballades. Spreekwoorden waren bijzonder populair onder de Elizabethanen, en een van de  beroemdste verzamelingen is die van John Heywood uit ca. 1549.
- Bibliothèque nationale de France: cb135090269 (data)
- CiNii: DA00234941
- Gemeinsame Normdatei: 118774387
- International Standard Name Identifier: 0000 0000 6300 3234
- Library of Congress Control Number: n80015623
- Nationale Bibliotheek van Tsjechië: mzk2014826182
- Nationale Bibliotheek van Israël: 987007279857805171
- Nederlandse Thesaurus van Auteursnamen: 068655673
- Istituto Centrale per il Catalogo Unico: SBNV030314
- SNAC: w6nv9gcg
- Système universitaire de documentation: 050291475
- Trove: 859164
- Virtual International Authority File: 41859470
- WorldCat: E39PBJhCCT6vtcv6QqQTdGjjYP